# Alexis Bouvier
Alexis Bouvier (Parigi, 15 gennaio 1836 – Parigi, 18 maggio 1892) è stato un romanziere, librettista e paroliere francese.

## Biografia
Figlio di un cesellatore, esercitò in giovane età l'arte appresa dal padre. Si dedicò dal 1863 alla letteratura e fu autore prolifico di testi di canzoni, di testi di operette e di romanzi di appendice che ebbero un certo successo nel XIX secolo.

## Opere (selezione)

### Romanzi
- Le mariage d'un forçat (Il matrimonio di un forzato), Paris: Jules Rouff, 1873
- La femme du mort, Paris: Jules Rouff, 1879; edizione italiana: La moglie del morto, Milano: Edoardo Sonzogno, 1880
- Malheur aux pauvres (Guai ai poveri!), Paris: Jules Rouff, 1880
- I creditori del patibolo, Roma: E. Perino, 1882
- Iza la ruina, Milano: Sonzogno, 1885 (prima edizione in italiano)
- La morte d'Iza: romanzo, seguito del romanzo Iza la ruina,  Milano: Edoardo Sonzogno, 1895
- Nini, Tip. della Gazzetta di Torino, 1887
- Il miserabile di Parigi; con illustrazioni di Paul Adolphe Kauffmann, Milano: C. Aliprandi, 1889
- L'esercito del delitto, Milano: Sonzogno, 1896
- Discordia coniugale, Milano: Treves, 1900

### Testi di canzoni
- La canaille (canto rivoluzionario del 1865, musicato da Joseph Darcier)
- Les trois lettres d'un marin